# Kassa Haile Darge
Ras Kassa Haile Darge (8 juillet 1881 – 16 novembre 1956) était un membre de la noblesse, un homme politique et militaire éthiopien, fils de Haile Wolde Kiros et Tisseme Darge et petit-fils du ras Darge Sahle Selassie.

## Biographie
Kassa Haile Darge commença sa carrière politique en tant que gouverneur de Selalé, une province située à proximité du monastère de Debré Libanos. Il fut une des premières personnalités fidèles de Haïlé Sélassié Ier dès son ascension vers le pouvoir et pendant le reste de son règne. Ras Kassa était le Qegnazmach, c’est-à-dire le Commandant de l'Aile droite de l'armée impériale pendant la seconde guerre italo-éthiopienne. Ses troupes ont participé à la première bataille du Tembien et à la seconde bataille du Tembien. Après la défaite éthiopienne, il accompagna Haïlé Sélassié Ier en exil et séjourna principalement à Jérusalem. Les fils de Kassa étaient restés en Abyssinie où ils avaient intégré la résistance contre l'occupation italienne. À la fin de l'année 1936, trois de ses fils furent capturés et exécutés : Wondosson Kassa, Abera Kassa et Asfawossen Kassa. En 1941, Kassa retourna avec le Negusse Negest et la Force Gidéon pour participer à la campagne d’Afrique de l'Est afin de libérer son pays de l'occupation. Après la guerre, il devint membre du Conseil de la Couronne. Kassa Haile Darge décéda en 1956.

### Sources
- Haile Selassie's War, Mockler Anthony, New York: Olive Branch Press, 2003.